# Чисто-Перхурово
Чисто-Перхурово — деревня в Московской области России. Входит в Павлово-Посадский городской округ. Население — 204 чел. (2010).

## Расположение
Деревня Чисто-Перхурово расположена примерно в 19 км к югу от центра города Павловский Посад. Ближайшие населённые пункты — деревни Крупино, Шебаново и Яковлевская. Севернее деревни протекает река Понорь.

## Население
| 2002 | 2006 | 2010 |
| ---- | ---- | ---- |
| 193  | ↗239 | ↘204 |

Согласно Всероссийской переписи, в 2002 году в деревне проживало 193 человека (84 мужчины и 109 женщин). По данным на 2005 год в деревне проживало 239 человек.

## История
Деревня была основана в советское время. В 1938 году здесь начались торфоразработки. Были построены бараки для рабочих, и образовался новый населённый пункт. Название связано с тем, что деревню построили на землях колхоза соседней деревни Перхурово. Сначала эта территория была очищена от деревьев, поэтому новую деревню и назвали Чисто-Перхурово.
В 1950-х годах в деревне был основан стеклодувный цех, где стали делать ёлочные украшения. В 1960 году торфопредприятие было закрыто. В 1990 году в деревне был открыт памятник воинам-землякам, погибшим в Великой Отечественной войне.
С 2004 до 2017 гг. деревня входила в Аверкиевское сельское поселение Павлово-Посадского муниципального района.

## Инфраструктура
В деревне был сельский клуб. Дороги с асфальтовым покрытием. До райцентра ходит автобус № 34. В 2,5 км южнее деревни расположена платформа Анциферово Казанского направления МЖД.